# Bežište
Bežište (cirill betűkkel Бежиште) egy falu Szerbiában, a Piroti körzetben, a Bela Palanka községben.

## Népesség
- 1948-ban 686 lakosa volt.
- 1953-ban 664 lakosa volt.
- 1961-ben 612 lakosa volt.
- 1971-ben 468 lakosa volt.
- 1981-ben 357 lakosa volt.
- 1991-ben 266 lakosa volt
- 2002-ben 175 lakosa volt, akik közül 144 szerb (82,28%), 24 cigány (13,71%), 6 ismeretlen.